# Вожойка (притока Позиму)
Вожо́йка (Вожайка; рос. Вожойка) — річка у Воткінському та Зав'яловському районі Удмуртії, Росія, права притока Позиму.
Довжина річки становить 23 км. Бере початок на території Воткінського району на південний схід від села Сокол. вже через 1 км входить на територію Зав'яловського району і тече на південний захід. Біля автодороги Руський Вожой-Сокол повертає на південь і тече в такому напрямку до міста Іжевська. Після цього плавно повертає на південний схід і тече так до самого гирла. Невелика ділянка довжиною 2 км в середній течії служить кордоном між Зав'яловським кордоном та територією міста Іжевська. У верхній течії заболочена, протікає через лісові масиви тайги.
Притоки:
- праві — Ягулка, Старковка;
- ліві — Конанка, Дрягушка, Якшурка.

На річці розташовані села Руський Вожой, 13 км, Нові Марасани, Підлісний, Нижній Вожой, а також безпосередньо примикає територія міста Іжевська (мікрорайон Смирново). В селах Руський Вожой та Нові Марасани збудовано автомобільні мости, в останньому їх двоє — один на трасі Іжевськ-Воткінськ, інший на північній об'їзній дорозі. В селі 13 км збудовано міст на вузькоколійній залізниці Хохряки-Сокол, а біля гирла — залізничний міст на гілці Іжевськ-Воткінськ.